# Михайлівська сільська рада (Лебединський район)
Миха́йлівська сільська́ ра́да — колишній орган місцевого самоврядування в Лебединському районі Сумської області. Адміністративний центр — село Михайлівка.

## Загальні відомості
- Населення ради: 1 771 особа (станом на 2001 рік)

## Населені пункти
Сільській раді підпорядковані населені пункти:
- с. Михайлівка
- с. Байрак
- с. Парфили
- с-ще Першотравневе
- с. Степне
- с. Шумили

### Колишні населені пункти
- с. Кринички

## Склад ради
Рада складається з 16 депутатів та голови.
- Голова ради: Білик Володимир Васильович
- Секретар ради: Зеленська Галина Володимирівна

### Керівний склад попередніх скликань
| Прізвище, ім'я, по батькові   | Основні відомості                                                                       | Дата обрання | Дата звільнення |
| ----------------------------- | --------------------------------------------------------------------------------------- | ------------ | --------------- |
| Лисянський Віктор Миколайович | Сільський голова, 1951 року народження, освіта вища, член Соціалістичної партії України | 26.03.2006   | 31.10.2010      |
| Лисянський Віктор Миколайович | Сільський голова, 1951 року народження, освіта вища                                     | 31.10.2010   | 11.12.2011      |
| Білик Володимир Васильович    | Сільський голова, 1959 року народження, освіта вища, член Партії регіонів               | 11.12.2011   |                 |

Примітка: таблиця складена за даними сайту Верховної Ради України